# Lamont Bentley
Artimus Lamont Bentley (Milwaukee, 25 de outubro de 1973 – Condado de Ventura, 18 de janeiro de 2005) foi um ator, rapper e apresentador estadunidense. Mais conhecido por seus papel como Hakeem Campbell em Moesha e na série The Parkers.
Bentley nasceu em Milwaukee, Wisconsin e se mudou para Los Angeles com sua mãe, Loyce, que pretendia incendiar a sua carreira como cantora. Ele começou sua carreira como um ator infantil a aparecer em comerciais de televisão e spots de convidado na série de televisão antes de aterragem um papel na curta, mas aclamada série televisiva South Central, em 1994. Em 1996, África do criador Central Ralph Farquhar Bentley no elenco da série Moesha, que funcionou durante seis temporadas na UPN.
Após Moesha terminou, Bentley continuou atuando ao perseguir uma carreira como rapper. Em 2001, ele apareceu como C-Money no oposto Lavar Dr. Dre e Snoop Dogg. Nesse mesmo ano, ele retratou Tupac Shakur na televisão biopic Too Legit: The MC Hammer Story. Bentley fez uma de suas últimas aparições na tela em crime de Spike Lee drama Sucker Free City.
Em 18 de janeiro de 2005 Bentley morreu num acidente de carro em Ventura County, sul da Califórnia. Ele estava dirigindo na estrada 118 perto de Simi Valley (30 km a noroeste de Los Angeles), quando seu veículo passou sobre um barranco e foi expelido (era o único ocupante). Bentley tinha 31 anos e deixa duas filhas, Artesia e Brasil.